# Konsolkrig
Ett konsolkrig är en formatkonflikt som kan utbryta i marknadsföring och mellan inbitna dator- och TV-spelare då två eller fler spelkonsoler försöker etablera sig på marknaden i samma del av världen samtidigt. Medan spelföretagen konkurrerar ute på marknaden, rasar diskussionen bland spelarna om vilken spelkonsol som är bäst, vilket kan jämföras med exempelvis rivaliteten mellan fans till Beatles och Rolling Stones i 1960-talets populärmusikvärld. Konsolkrig påminner om det så kallade "videokriget" i början av 1980-talet.

## Historik
Det första konsolkriget utbröt 1979, då Mattel lanserade sin Intellivision som konkurrent till Ataris Atari VCS.

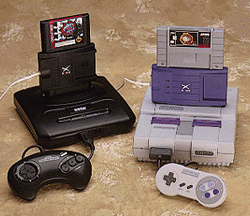
Under tidigt 1990-tal stod Sega Mega Drive (till vänster) mot SNES (till höger).

I början av 1990-talet "utkämpades" det andra konsolkriget främst mellan Super NES och Sega Mega Drive under 16-bitarseran i början av 1990-talet. Tekniskt sett var de båda konsolerna så pass likvärdiga att den faktiska grafikskillnaden hängde mest på spelutvecklarna. SNES hade den på den tiden uppmärksammade Mode 7-effekten som simulerade 3D-grafik och arvet från NES-åren. SEGA hade byggt en maskin, som de lätt kunde konvertera sina populära arkadspel till, och hade många spel som uppskattades för sin "coola" image. EA gjorde tidigt många populära sportspel. I siffror vann Nintendo stort, men jämfört med föregående generations konsoler var företagets totala dominans bruten.
Det följande konsolkriget vanns av Sony, som med sin Playstation nådde ut till över 100 miljoner hem. Nintendo kunde inte upprepa succén de hade med sin SNES, och Nintendo 64 sålde därför klart sämre. Många var skeptiska till spelkassettformatet, bland annat Square som istället släppte sina Final Fantasy-spel till Playstation. Sega Saturn blev också en besvikelse i jämförelse med Sega Mega Drive, kanske beroende på dess höga pris och dåliga marknadsföring.
Nästa konsolkrig vanns även det av Sony med sin Playstation 2. Konkurrenterna var den här gången Segas Dreamcast, Nintendos Gamecube och Microsofts Xbox, som alla sålde under 30 miljoner medan PS2 nådde över 110 miljoner.
Kommande konsolkrig stod mellan Playstation 3, Xbox 360 och Nintendo Wii. 2012 ledde Wii försäljningen med 98,3 miljoner sålda enheter medan det var jämnt mellan Xbox 360 och PS3.

## Kritik
- Under tidigt 1990-tal anspelade svenska Sega Force på konsolkriget, och Nintendo benämndes skämtsamt för "AB grå lådor", och man menade att man "censurerade" ordet "Nintendo" med åtskilliga felstavningar. Nintendomagasinet hade något mildare ton.
- I mitten av 1995 övergick den svenska TV-spelstidningen Super Power från att tidigare ha omfattat bara spel till Nintendokonsoler till att omfatta spel till alla konsoler, med argumentet att konsolkrig ansågs förvirra spelare, så de inte kände sig säkra på vilken konsol de verkligen ville ha. I stället förespråkade man enbart konkurrens om spelen, men samarbete i konsoltillverkningen.